# Hydrogenophaga aromaticivorans
Hydrogenophaga aromaticivorans es una especie de  bacteria gramnegativa del género Hydrogenophaga. Fue descrita en el año 2021. Su etimología hace referencia a degradación de compuestos aromáticos. Es aerobia y móvil por flagelo polar. Forma colonias amarillas y circulares tras 2-3 días de incubación en agar R2A. Catalasa y oxidasa positivas. Temperatura de crecimiento entre 4-45 °C. Se ha aislado de aguas subterráneas en ambientes contaminados en Hungría. 